# Lea Tormis

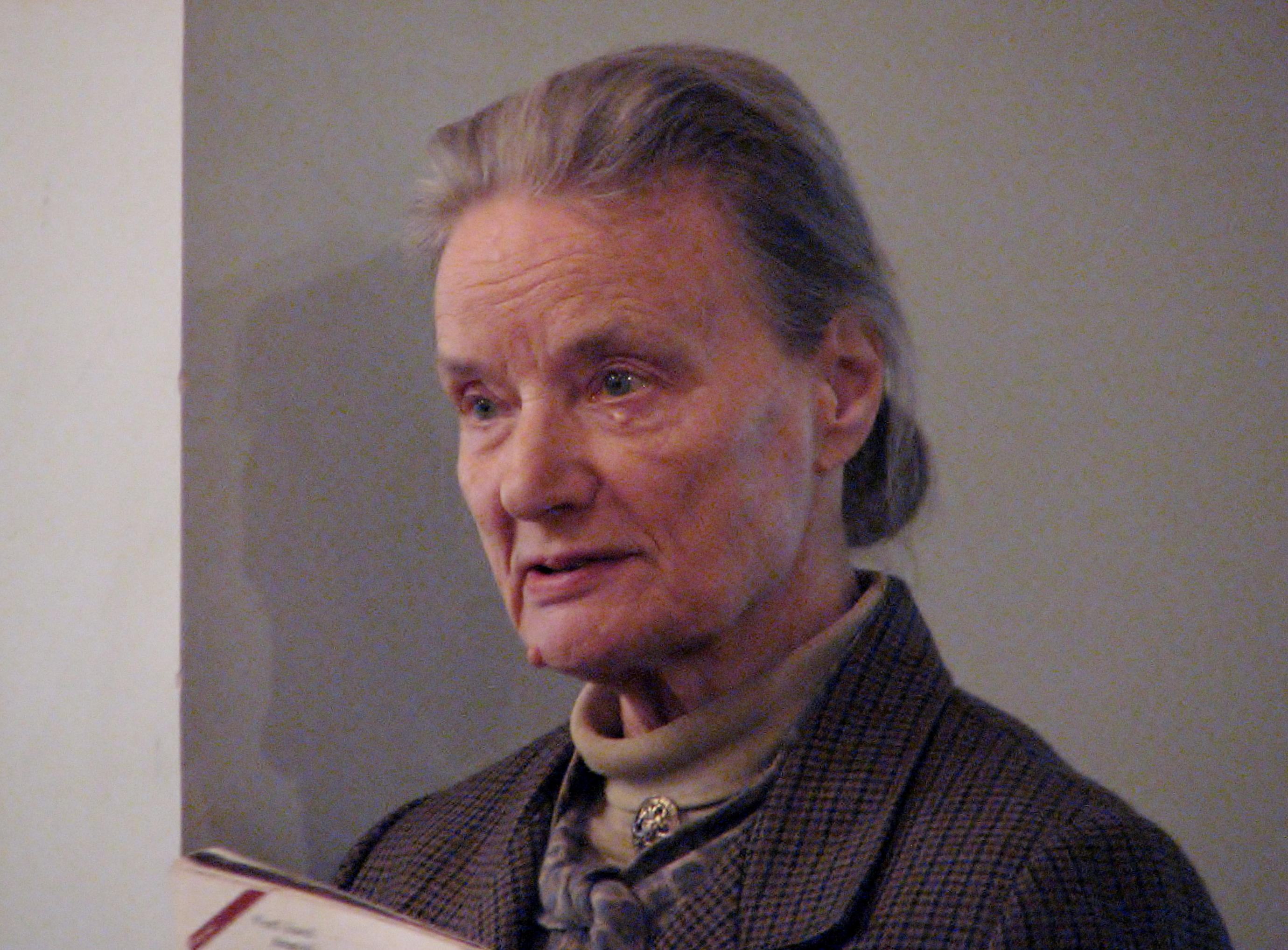
Lea Tormis, 2014

Lea Tormis (geb. Rummo, * 17. Dezember 1932 in Pikasilla, heute Landgemeinde Põdrala, Kreis Valga, Estland; † 11. Mai 2025) war eine estnische Theaterwissenschaftlerin, Kritikerin und Hochschullehrerin.

## Leben und Werk
Lea Tormis ging in Tallinn zur Schule und studierte von 1951 bis 1956 am Lunatscharski-Institut in Moskau. Anschließend war sie im Fernstudium Aspirantin am selben Institut, das sie 1963 mit einer Kandidatenarbeit über das estnische Ballett abschloss. Danach arbeitete sie bis 1992 auf verschiedenen wissenschaftlichen Positionen am Historischen Institut der Estnischen Akademie der Wissenschaften im Bereich der Theatergeschichte. Im Anschluss war sie Dozentin und ab 1996 Professorin an der Estnischen Musik- und Theaterakademie.
Lea Tormis ist die Tochter des Schriftstellers Paul Rummo und somit die Schwester des Dichters und Politikers Paul-Eerik Rummo. Sie war verheiratet mit dem Komponisten Veljo Tormis.

## Auszeichnungen
- 2001 Orden des weißen Sterns, V. Klasse
- 2010 Kulturpreis der Republik Estland für das Lebenswerk

## Bibliografie (Auswahl)
- Eesti balletist. Eesti Raamat, Tallinn 1967. 228 S.
- Teatrisuhted üle idapiiri. Eesti teatri sidemetest nõukogude teatriga 1920–1940. Eesti Raamat, Tallinn 1973. 130 S.
- Eesti teater 1920–1940. Sõnalavastus. Eesti Raamat, Tallinn 1978. 504 S.
- Teatrimälu. Koostanud Piret Kruuspere ja Hando Runnel. Ilmamaa, Tartu 2006. 538 S.